# Sphinx crassistriga
Sphinx crassistriga es una polilla de la familia Sphingidae que vuela en Japón.
Su envergadura es aproximadamente 38 mm. La parte dorsal del cuerpo es de color marrón pálido, mientras ela superficie ventral del mismo es marrón canela. La parte superior de las alas delanteras es un color madera amarronado con marcas pardusco negráceas, mientras que el lado inferior de ambas alas es un gris marrón. La parte superior de las alas traseras también es marrón.

## Subespecie
- Sphinx crassistriga crassistriga (Honshu en Japón)[2]
- Sphinx crassistriga aino Kishida, 1990 (Hokkaido en Japón)[3]

## Sinonimia
- Hyloicus crassistriga,  Rothschild & Jordan, 1903.